# Oberamt Straßberg

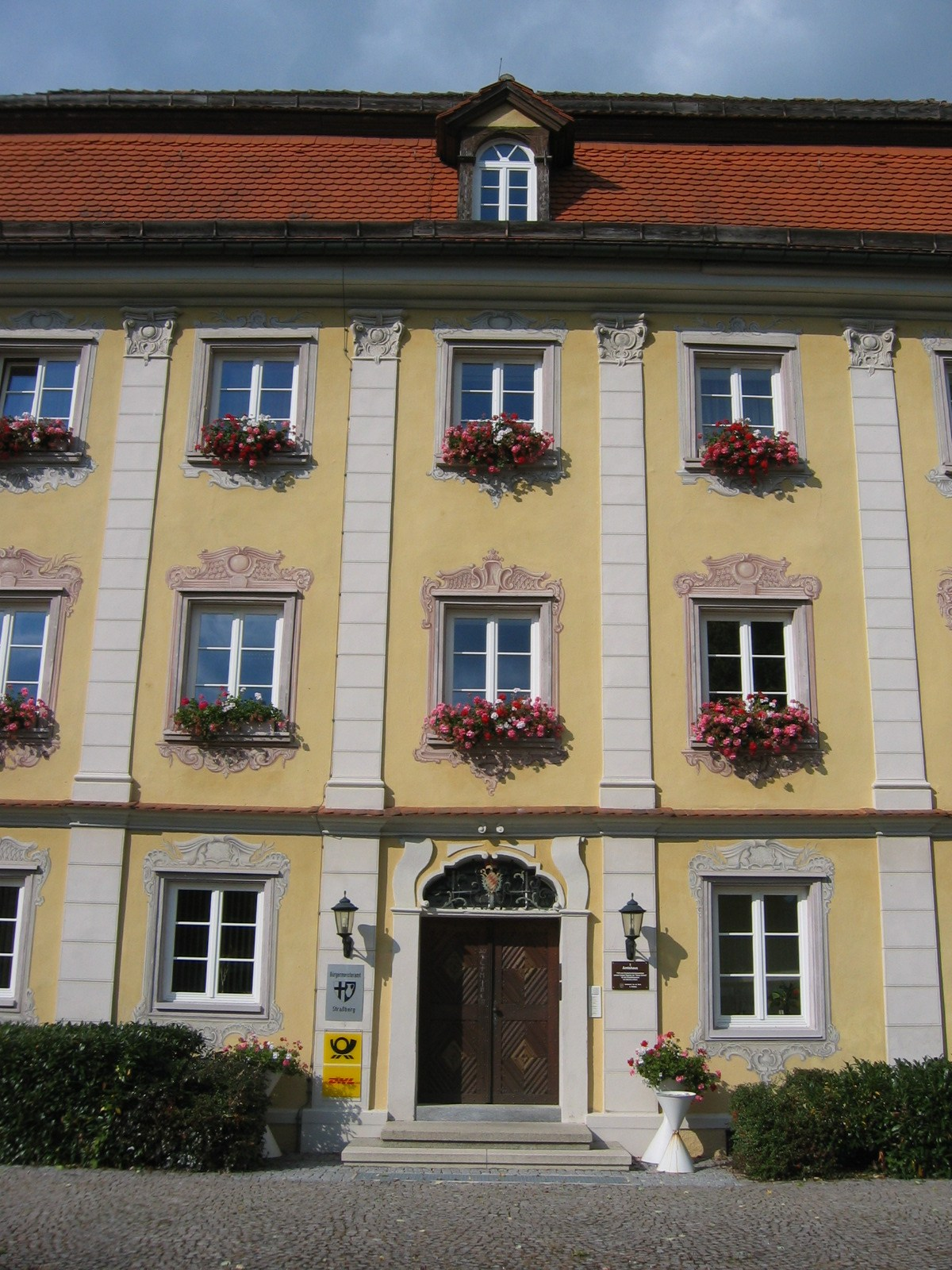
Sitz des Oberamts war das ehemalige Amtshaus des Stifts Buchau. Heute dient das Gebäude als Rathaus der Gemeinde Straßberg.

Das Oberamt Straßberg war ein Verwaltungsbezirk im Süden des heutigen deutschen Bundeslandes Baden-Württemberg. Es bestand unter wechselnden Herrschaften bis 1854, zuletzt ab 1850 als preußisches Oberamt in den Hohenzollernschen Landen.

## Geschichte
Im Jahr 1803 hob der Reichsdeputationshauptschluss das Reichsstift Buchau auf und teilte dessen Besitzungen, unter ihnen die Herrschaft Straßberg, dem Haus Thurn und Taxis zu, das in Straßberg ein Oberamt errichtete. Als die Herrschaft 1806 per Rheinbundakte zugunsten Hohenzollern-Sigmaringens mediatisiert wurde, behielt Thurn und Taxis als Standesherr gewisse Rechte, so die niedere Gerichtsbarkeit und das Jagdrecht. Fortan bestand das Oberamt Straßberg als Patrimonialamt und hohenzollerisches Oberamt unter der Landeshoheit der Fürsten in Sigmaringen. 1836 verkaufte Thurn und Taxis die Herrschaft, rückwirkend auf den 1. Juli 1835, an den Sigmaringer Erbprinzen Karl Anton. Obwohl dem neuen Eigentümer ebenfalls die Rechte eines Standesherrn übertragen wurden, war damit der Weg frei, um den bislang nur drei Orte umfassenden Bezirk im Jahr 1840 zu vergrößern. Nach dem Übergang der Souveränität an Preußen 1850 bestand das Oberamt als preußische Behörde weiter, bis es durch Verordnung vom 18. Januar 1854 aufgehoben wurde. Die Gemeinden verteilte man auf die Oberämter Sigmaringen und Gammertingen.

## Zugehörige Orte
Zunächst umfasste das Oberamt nur die Dörfer Straßberg, Kaiseringen und Frohnstetten. Um das Jahr 1820 zählte der Bezirk rund 1500 Einwohner auf einer Fläche von 40 Quadratkilometern. Durch Erlass vom 15. Oktober 1840 kamen vom aufgelösten Obervogteiamt Jungnau die Orte Blättringen, Storzingen, Oberschmeien, Unterschmeien und Thiergarten hinzu, außerdem vom Oberamt Gammertingen die Orte Benzingen und Harthausen auf der Scher.

## Amtsvorsteher
- Bis 1814: Berner
- 1814–1830: Hepp
- 1832–1834: Carl von Sallwürk (als Amtsverweser)
- 1834–1840: Karl Jakob Schiessle (als Amtsverweser)
- 1841–1844: Mainrad Brucker
- 1844−1844: Hermann von Schüz (als Amtsverweser)
- 1844–1852: Benedikt Stehle
- 1834–1840: Adolph Custodis (kommissarisch)